# Stelio De Carolis
Stelio De Carolis (Fumone, 14 novembre 1937 – Meldola, 22 dicembre 2017) è stato un politico italiano, esponente di spicco del Partito Repubblicano Italiano.

## Biografia
Nato il 14 novembre 1937 a Fumone, in provincia di Frosinone, sposato con tre figli, pubblicista e autore di pubblicazioni sui problemi ambientali, consigliere regionale in Emilia-Romagna, è stato Vice presidente dell’Associazione Nazionale dei Comuni e Regioni d’Europa.
Venne eletto deputato per la prima volta nel 1987 nella X legislatura, è stato vice-presidente del gruppo parlamentare repubblicano e sottosegretario di Stato al Ministero della Difesa nel Governo Andreotti VI. Venne rieletto anche nell'XI legislatura sempre col PRI fino al 1994 e ha fatto parte della Commissione agricoltura.
Nel 1994 aderisce a Sinistra Repubblicana di Giorgio Bogi.
Alle elezioni politiche del 1996 viene candidato al Senato della Repubblica, dove venne eletto nella XIII legislatura e rimase in carica fino al 2001.
Nel 1998 aderisce alla svolta in chiave moderna di Massimo D'Alema dal PDS ai Democratici di Sinistra (DS), per unificare il PDS con altre forze della sinistra italiana e "ammainare" definitivamente il simbolo falce e martello in riferimento al comunismo, in favore alla rosa della socialdemocrazia.
A dicembre 2016 torna ufficialmente ad iscriversi nella sezione di Ravenna del Partito Repubblicano Italiano.
Muore a causa di un incidente stradale il 22 dicembre 2017.